# Pavle Jurišić Šturm
Pavle Jurišić Šturm (* jako Paulus Eugen Sturm, 22. srpna 1848 Zhořelec – 14. ledna 1922 Bělehrad) byl srbský generál, který bojoval v bálkánských válkách a první světové válce.
Paulus Eugen Sturm se narodil 22. srpna 1848 v Görlitzu v pruském Slezsku a byl lužickosrbského původu.
Pavle Jurišić Šturm vystudoval vojenskou akademii ve Vratislavi. V letech 1870 až 1871 se jako důstojník pruské armády zúčastnil prusko-francouzské války. V letech 1876 až 1878 na srbské straně bojoval v srbsko-turecké válce, během první světové války velel srbské 3. armádě a zúčastnil se bitvy na Kolubaře.